# Communes de la province d'Agrigente
(Codes ISTAT en parenthèses)

- Haut – A
- B
- C
- D
- E
- F
- G
- H
- I
- J
- K
- L
- M
- N
- O
- P
- Q
- R
- S
- T
- U
- V
- W
- X
- Y
- Z

## A
- Agrigente (084001)
- Alessandria della Rocca (084002)
- Aragona (084003)

## B
- Bivona (084004)
- Burgio (084005)

## C
- Calamonaci (084006)
- Caltabellotta (084007)
- Camastra (084008)
- Cammarata (084009)
- Campobello di Licata (084010)
- Canicattì (084011)
- Casteltermini (084012)
- Castrofilippo (084013)
- Cattolica Eraclea (084014)
- Cianciana (084015)
- Comitini (084016)

## F
- Favara (084017)

## G
- Grotte (084018)

## J
- Joppolo Giancaxio (084019)

## L
- Lampedusa e Linosa (084020)
- Licata (084021)
- Lucca Sicula (084022)
- Menfi (084023)
- Montallegro (084024)
- Montevago (084025)

## N
- Naro (084026)

## P
- Palma di Montechiaro (084027)
- Porto Empedocle (084028)

## R
- Racalmuto (084029)
- Raffadali (084030)
- Ravanusa (084031)
- Realmonte (084032)
- Ribera (084033)

## S
- Sambuca di Sicilia (084034)
- San Biagio Platani (084035)
- San Giovanni Gemini (084036)
- Santa Elisabetta (084037)
- Santa Margherita di Belice (084038)
- Sant'Angelo Muxaro (084039)
- Santo Stefano Quisquina (084040)
- Sciacca (084041)
- Siculiana (084042)

## V
- Villafranca Sicula (084043)